# Battle Engine Aquila
Battle Engine Aquila (локализ. «Боевая машина Акилла») — компьютерная игра, авиасимулятор.

## Игровой процесс
Боевая машина относится к шагающей бронетехнике — к мехам.
Боевая машина имеет два режима: «Полетный режим» позволяет боевой машине воевать в воздухе в течение ограниченного времени. Электроника боевой машины рассчитывает упреждение для быстро движущихся целей автоматически. «Походный режим» преобразует боевую машину в механизм, похожий на шагающий танк. Также «Походный режим» расходует меньшую мощность на двигатели, что значительно усиливает вооружение.
К концу игры раскрывается 4-е различных типа боевых машин: Пульсар, Всполох (Blazer), Нож (Lancer) и снайпер. У «Снайпера» одно бортовое оружие (другие по два), пушка «Вулкан», однако это единственный корабль, который может работать в скрытом режиме, что делает его невидимым.
…Редким и очень приятным исключением являются «водные» миссии, поскольку там действие разворачивается над просторами мирового океана. Перчинка заключается в том, что вам постоянно нужно следить за энергией, выискивая место для посадки и отдыха. Тут подойдет и дружественное транспортное судно, находящееся под обстрелом, и неприятельский крейсер, и даже поднимающийся из воды небоскреб. Необычно. А дальше — острова, острова… Ну, еще есть убивающие с одного добротного попадания четвероногие паукообразные боссы КРАСНОГО цвета. Вы же не думали, что здесь можно сохраняться в ходе выполнения задания?
Из рецензии на Gamer.ru:

Атака морского транспорта вражеским крейсером в тумане

Собственно, суть в следующем: нам на руки выдаётся та самая Аквила (всего 4 варианта, различающиеся вооружением), которая умеет ходить, летать и стрелять (а вот плавать, увы, не умеет, о чём вы не раз пожалеете), и зачастую немалых размеров уровень. Заданиям далеко до изощрённости Blizzard, и в основном всё по стандарту — убить всех врагов, защитить базу, сопроводить груз. Но в постоянно меняющейся ситуации на поле боя вы этого не заметите. Убили танки к западу от базы? Отлично, но с юга на нас летят бомбардировщики! И с ними справились? Тогда уничтожьте вражескую артиллерию! Вы и их повзрывали? Всё бы хорошо, но в это время вражеская пехота разнесла нашу базу… Да — да, пехоту в BEA не стоит недооценивать. Как вражескую, так и свою.

## Оценки
| Сводный рейтинг | Сводный рейтинг | Сводный рейтинг | Сводный рейтинг |
| Издание         | Оценка          | Оценка          | Оценка          |
| Издание         | PC              | PS2             | Xbox            |
| --------------- | --------------- | --------------- | --------------- |
| GameRankings    | 67,31 %         | 73,14 %         | 75,40 %         |